# Carlos Martínez (baseballista ur. 1991)
Carlos Ernesto Martínez (ur. 21 września 1991) – dominikański baseballista występujący na pozycji miotacza w St. Louis Cardinals.

## Przebieg kariery
Pierwszy zawodowy kontrakt podpisał w lutym 2009 z Boston Red Sox, jednak umowa została anulowana miesiąc później, ze względu na wątpliwości dotyczące tożsamości i wieku zawodnika, przez co został zawieszony na rok. W kwietniu 2010 jako wolny agent podpisał kontrakt z St. Louis Cardinals i początkowo występował  klubach farmerskich tego zespołu, między innymi w Memphis Redbirds, reprezentującym poziom Triple-A. W Major League Baseball zadebiutował 3 maja 2013 w meczu przeciwko Milwaukee Brewers jako reliever.
Przed rozpoczęciem sezonu 2015 został przesunięty do pięcioosobowej rotacji starterów, a w lipcu 2015 po raz pierwszy otrzymał powołanie do NL All-Star Team, po otrzymaniu największej liczby głosów w ostatecznym głosowaniu. 25 września 2015 w meczu z Milwaukee Brewers po siódmym narzucie odniósł kontuzję ramienia, co wykluczyło go z gry do końca sezonu.
10 czerwca 2017 w meczu przeciwko Philadelphia Phillies zaliczył pierwszy w MLB complete game shutout.

## Nagrody i wyróżnienia
| Nagroda/wyróżnienie | Lata       | Źródło |
| 2× All-Star         | 2015, 2017 | [ 2 ]  |